# Typ XXL 500
Der Containerschiffstyp XXL 500 wurde in einer Serie von zwölf Einheiten gebaut.

## Geschichte
Die Planung des grundlegenden Entwurfs begann 1995 durch das Ingenieurbüro Schlüter aus Flensburg, das später auch die Bauaufsicht auf den einzelnen Werften durchführte. Die Baupläne entstanden beim Marine Design and Research Institute of China (MARIC). In Auftrag gegeben wurden die zwölf Schiffe von den vier deutschen Reedereien Komrowski in Hamburg, Jüngerhans in Haren (Ems), Bockstiegel in Emden und Briese Schiffahrt in Leer. Die einzelnen Einheiten der Baureihe wurden in den Jahren 1996 bis 2000 bei den chinesischen Werften Jinling Shipyard, Wenzhou Shipyard, Qingshan Shipyard und Yichang Shipyard gebaut.
Die im Jahr 2000 als Amisia J abgelieferte Einheit strandete als Rise Shine am 9. November 2021 während eines Schlechtwetters vor Nachodka.

## Einzelheiten

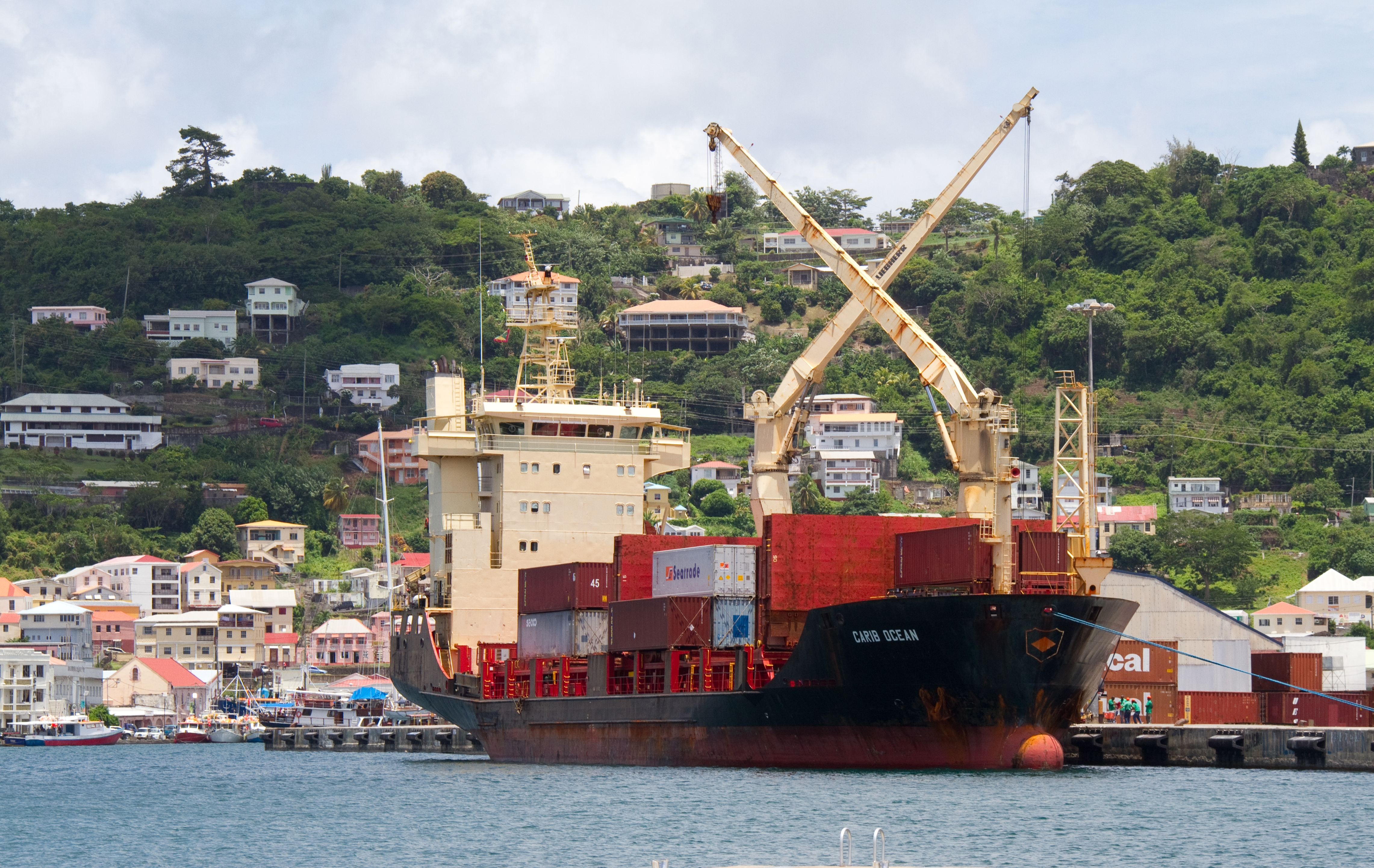
Die Carib Ocean

Die Schiffe sind als Mehrzweck-Trockenfrachtschiffe ausgelegt. In der Hauptsache werden sie im Containertransport eingesetzt. Die Kapazität beträgt 518 TEU, von denen 377 TEU an Deck und 141 TEU in den drei Laderäumen gestaut werden können. Bei einer homogenen Beladung mit 14 Tonnen schweren 20-Fuß-Containern ist der Transport von bis zu 276 TEU möglich. Die Schiffe verfügten anfangs bis auf eine Ausnahme über jeweils zwei von Brissonneau et Lotz zugelieferte Kräne mit 40 Tonnen Tragkraft, diese wurden später teilweise durch elektrohydraulische Liebherr-Kräne ersetzt.
Der Antrieb der Schiffe besteht aus einem MAN-Viertakt-Dieselmotor des Typs 9L32/40 mit einer Leistung von 3960 kW bei den frühen und 4320 kW bei den späteren Einheiten. Der Motor treibt einen Wellengenerator und den Verstellpropeller an und ermöglicht eine Geschwindigkeit von 15 Knoten. Weiterhin stehen zwei Hilfsdiesel und ein Notdiesel-Generator zur Verfügung. Die An- und Ablegemanöver werden durch ein Bugstrahlruder unterstützt.
Für die Unterbringung der Besatzung sind 13 Einzelkammern vorhanden.

## Die Schiffe
| XXL 500                            | XXL 500            | XXL 500     | XXL 500                                           | XXL 500        | XXL 500 |
| Bauname                            | Bauwerft Baunummer | IMO- Nummer | Kiellegung Stapellauf Ablieferung                 | Auftrag- geber | Umbenennungen und Verbleib |
| ---------------------------------- | ------------------ | ----------- | ------------------------------------------------- | -------------- | --- |
| Hydra J.                           | Yichang YC 96006   | 9164548     | 8. Dezember 1996 5. Juni 1997 18. Juni 1998       | Jüngerhans     | 2000 Mekong Star, 2002 Hydra J., 2007 Furnas, 2023 so in Fahrt. |
| Leguan                             | Wenzhou WD 96024   | 9196668     | 13. Mai 1997 15. Oktober 1997 20. Februar 1999    | Komrowski      | 2006 CMA CGM Grenadines, 2007 K-Spirit, 2009 M-Spirit, 2010 Meratus Palu, 2016 Victor Express, 2018 Elena, ab 26. Juni 2021 in Chattogram verschrottet. |
| Ossian                             | Qingshan KS 960301 | 9160944     | 26. Mai 1997 7. November 1997 15. April 1999      | Komrowski      | 1999 Hollands Diep, 2000 Manafoss, 2004 Ossian, 2005 K-Wind, 2009 M-Wind, 2010 Meratus Padang, 2015 G.O.America, 2020 Fortune, am 17. Oktober 2021 nach Maschinenschaden in der Taiwanstraße auf der Insel Jibei gestrandet, Besatzung abgeborgen; Totalverlust.                                                    |
| Agaman                             | Wenzhou WD 96025   | 9212448     | 1. Dezember 1997 6. November 1998 12. Juli 1999   | Komrowski      | 2001 Sea Cherokee, 2002 Agaman, 2009 Bernuth Calypso, 2013 Carib Ocean, 2015 Southern Star, 2017 Southern S., 2017 Storm , 2021 Storm I, am 25. Oktober 2021 auf einer Reise von Gulluk nach Piräus nach Maschinenschaden vor der Insel Kythira durch den Schlepper Platytera nach Neapel geschleppt, 2023 in Fahrt |
| Knock                              | JinLing JLZ 980103 | 9208681     | 28. Juni 1998 15. Juni 1999 16. Dezember 1999     | Bockstiegel    | 2000 Medex Spirit, 2000 Knock, 2001 TLI Atsah, 2002 Delmas Casablanca, 2006 Rio Arauca, 2008 Knock, 2014 General Natividad, 2023 so in Fahrt. |
| Methan                             | Qingshan KS 960302 | 9160956     | 9. Juni 1997 28. Juni 1998 21. Dezember 1999      | Komrowski      | 2002 Delmas Haraka, 2002 Methan, 2008 Meratus Progress 1, 2016 Mitra Progress III, 2023 so in Fahrt. |
| Amisia J.                          | Yichang YC 96007   | 9164550     | 28. März 1997 28. Oktober 1997 30. Dezember 1999  | Jüngerhans     | 2005 Pioneer Bay, 2015 Samskip Hoffell, 2015 Maria P., 2018 Samoana, 2019 Maria P., 2021 Rise Shine, am 9. November 2021 vor Nachodka gestrandet, Totalverlust. |
| Greetsiel                          | JinLing JLZ 980104 | 9208693     | 28. Juni 1998 30. Juni 1999 21. Januar 2000       | Bockstiegel    | 2014 Lorcon Bacolod, 2023 so in Fahrt. |
| Amrum                              | Qingshan KS 960303 | 9196931     | 29. Juni 1998 2. August 1999 29. Juni 2000        | Briese         | 2001 S.Rafael, 2019 Elsie, 2023 so in Fahrt. |
| Borkum                             | Qingshan KS 960304 | 9196943     | 29. Juni 1998 5. November 1999 30. November 2000  | Briese         | Vom Stapel als Madeleine, 2015 Samskip Hoffell, 2023 so in Fahrt. |
| Stella J.                          | JinLing JLZ 980105 | 9237931     | 15. Mai 2000 15. September 2000 20. Dezember 2000 | Jüngerhans     | In Fahrt gesetzt als Ibn Zuhr, 2004 Stella J., 2014 Harmony M., 2017 Haj Yehia, 2023 so in Fahrt. |
| Herm J.                            | Yichang YC 96008   | 9164562     | 26. Juni 1998 18. Juni 2000 27. Dezember 2000     | Jüngerhans     | In Fahrt gesetzt als Franklin Strait, 2015 Samskip Skaftafell, 2023 so in Fahrt. |
| Daten: Miramar Ship Index, Equasis |                    |             |                                                   |                | |